# Pakse (stad)
Pakse (soms ook gespeld als Pakxe) is een stad in Laos. Het is de hoofdstad van de provincie Champassak en van het gelijknamige district Pakse. Met 88.463 inwoners (2005) is het qua aantal inwoners de tweede stad van Laos (na Vientiane). Pakse ligt in het zuiden van Laos aan de oevers van de Mekong en de kleinere Se Don. De stad is thuisplaats van Laotianen en vele etnische Vietnamezen en in kleinere aantallen etnische Chinezen.

## Geschiedenis
Pakse is begin 20e eeuw ontstaan als administratief centrum in de Unie van Indochina voor de toenmalige Franse kolonisten. Rond het jaar 1904/1905 begon men met het bouwen van diverse stenen gebouwen, waarvan een deel ook anno 2015 nog overeind staat en te vinden is in het oude centrum van de stad, ruwweg op het deel waar de rivieren Mekong en Se Don bij elkaar komen. De laatste koning van het Koninkrijk Champasak woonde in Pakse. Prins Boun Oum Na Champasak liet het Champasak Palace (tegenwoordig een hotel) bouwen maar ontvluchtte het land in 1974, nog voordat het volledig klaar was vanwege zijn rol in de Laotiaanse burgeroorlog en het kerende tij daarin. In 1975 viel Pakse in handen van de communistische troepen van de Pathet Lao en brak een nieuw tijdperk aan voor de stad.

## Bezienswaardigheden
Pakse heeft zelf niet veel bezienswaardigheden voor de gemiddelde bezoeker, maar wordt veel gebruikt als uitvalsplaats voor een bezoek aan het nabij gelegen Bolavenplateau, dat bekendstaat om zijn koffieplantages en diverse indrukwekkende watervallen en zijn natuurschoon en diverse etnische minderheden.
De stad herbergt enkele tempels zoals Wat Luang en Wat Tham Fai. Er is ook een provinciaal museum en de stad herbergt diverse oude gebouwen die stammen uit de tijd van de koloniale overheersing door Frankrijk.

## Bereikbaarheid
Pakse is een plaats die door zijn ligging en omvang een centrale rol speelt in het vervoer in het zuiden van Laos.

### Over de weg
Pakse is bereikbaar via land over Route 13 (lopend van noord naar zuid) en Route 23 (van oost naar west). Vanuit Pakse is het ongeveer een uur per bus naar de grens tussen Laos en Thailand. De Thaise stad Ubon Ratchanthani is per bus in 2,5 tot 3 uur vanuit Pakse te bereiken. Vanuit Ubon Ratchanthani kan verder gereisd worden per trein. In Laos is geen spoornetwerk, dus ook niet in Pakse.

### Over water
Omdat de Laotiaanse wegen laatste jaren in kwaliteit en kwantiteit verbeteren wordt het vervoer per boot minder populair en voor de hand liggend. Het is nog mogelijk om per boot te reizen van en naar Pakse maar een officiële dienstregeling is afwezig. Voor toeristen zijn er nog mogelijkheden, zoals bijvoorbeeld van Champassak naar Pakse en omgekeerd.

### Per vliegtuig
Pakse bezit een vliegveld. Het vliegveld ligt op ongeveer 3 kilometer van het centrum van de stad en er zijn binnenlandse en internationale vluchten. Er zijn vluchten vanuit en naar Phnom Penh (Cambodja), Siem Reap (Cambodja), Vientiane (Laos) en enkele andere bestemmingen. In 2010 is het vliegveld wegens onderhoud een periode gesloten geweest maar is anno 2015 volledig operationeel. Het vliegveld heeft een lange landingsbaan en is in de oorlog van de jaren 60 en 70 gebruikt door het leger van het Koninkrijk Laos om doelen te bombarderen in andere delen van het land. Het vliegveld is klein en compact en bezit o.a. enkele winkeltjes.